# KTM 1190 RC8
Die KTM 1190 RC8 ist ein Motorrad des österreichischen Herstellers KTM. Es handelt sich um den ersten Supersportler des Unternehmens.

## Geschichte

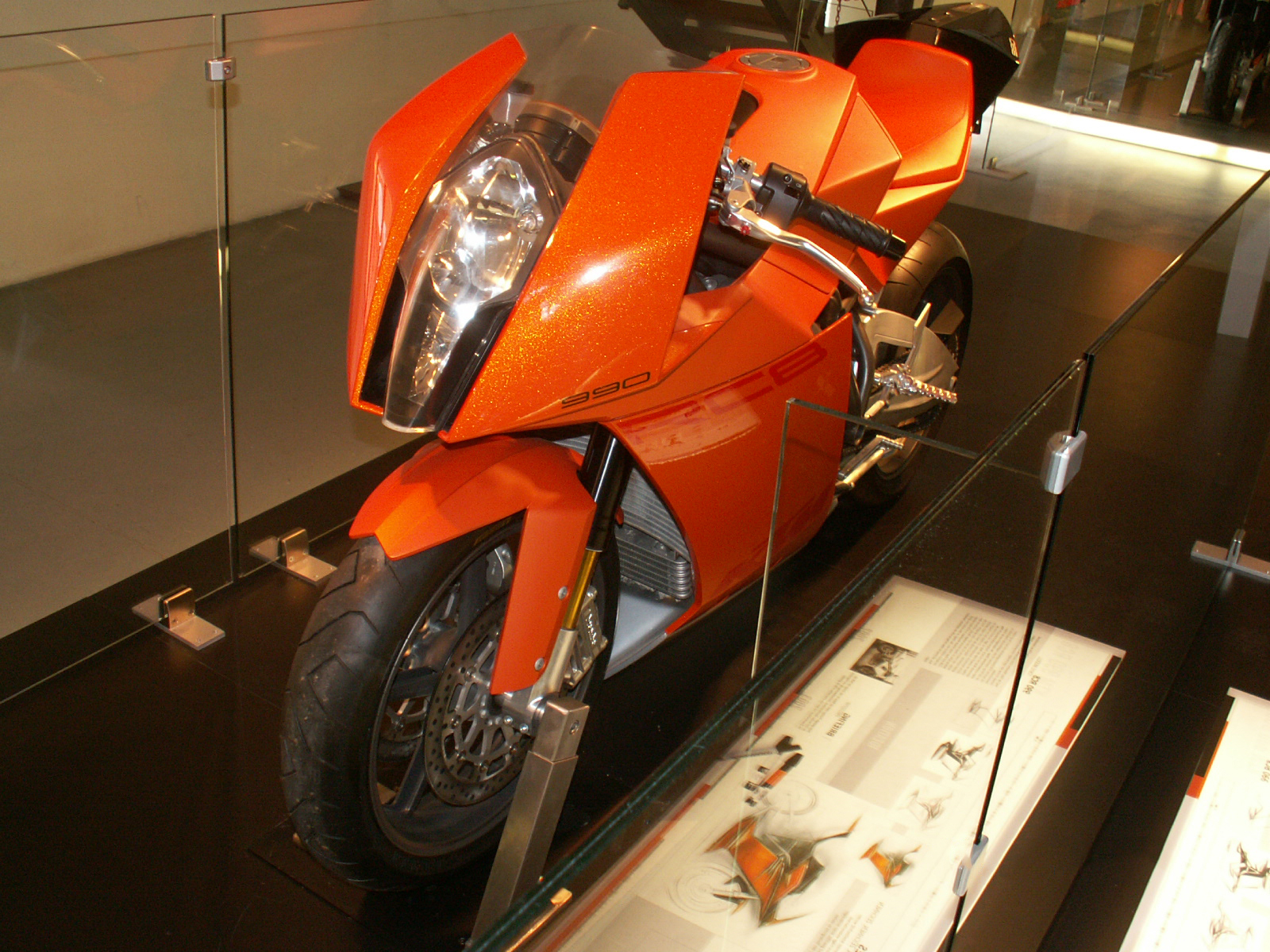
KTM RC8 Prototyp

Auf Grund der Ausweitung im Bereich Onroad-Motorräder (Adventure Modelle, Super Duke) seitens KTM war der nächste logische Schritt ein Motorrad in der Klasse der Supersportler. Die erste öffentliche Vorstellung eines Prototyps fand auf der Tokyo Motorshow im Jahr 2003 statt. Das Design, welches auch bei der RC8 von der Salzburger Firma KISKA stammt, wurde im Rahmen der Serienerprobung nur geringfügig geändert, trotzdem wurde laut KTM kaum ein Teil der Studie unverändert ins Serienmodell übernommen. Die ersten Kundenfahrzeuge wurden 2008 ausgeliefert. Die ersten beiden lieferbaren Farbvarianten sind Orange/Schwarz und Weiß/Schwarz. Zum Modelljahr 2009 brachte KTM die mehr auf Rennsport ausgerichtete, leistungsstärkere Variante 1190 RC8 R auf den Markt.

## Technik
Das Triebwerk der RC8 basiert nicht auf dem bekannten LC8-V2-Motor, sondern es wurde von Grund auf neu konstruiert. Nicht zuletzt wegen der Hubraumaufstockung beim Konkurrenzmodell Ducati 1098, welche mit 119 kW (160 PS) und 123 Nm neue Bestmarken bei den Zweizylinder-Supersportlern setzte, wurde unter anderem der Hubraum von 999 cm³ auf 1148 cm³ erhöht. Die Gemischaufbereitung erledigt eine Keihin-EMS-Einspritzanlage mit 52 mm großen Drosselklappen. Erwähnenswert ist die Auspuffanlage, deren Schalldämpfer wie bei den Buell-Modellen direkt unterhalb des Motors angebracht ist, was der Massenzentralisation und damit dem Handling dient. Die Höchstleistung des RC8-Motors beträgt 114 kW (155 PS), das maximale Drehmoment gibt KTM mit 120 Nm an. Der Gitterrohrrahmen wiegt aufgrund eines struktursteifen und mittragendem Motorgehäuses nur 7,4 kg und besteht aus elf Stahlrohren.

### 1190 RC8 R
Die RC8 R unterscheidet sich in diversen Details vom Standardmodell:

#### Motor
Durch die um 2,0 auf 105 mm vergrößerte Zylinderbohrung beträgt der Hubraum 1195 cm³. Das Verdichtungsverhältnis wurde mit den neuen Kolben auf 13,5:1 erhöht, es kommen des Weiteren leichtere Pleuel zum Einsatz. Die verwendeten Nockenwellen erlauben längere Ventilöffnungszeiten und sind dank Langlöchern in den Nockenwellen-Zahnrädern einstellbar. Der höheren Leistung Rechnung tragend verwendet KTM bei der RC8 R einen größeren Kühler und 10 % härtere Kupplungsfedern. Der vordere Krümmer ist mit einer Isolierung zur Reduzierung der Wärmeabstrahlung ausgestattet. Die Nennleistung ist mit 125 kW (170 PS) bei 10.250/min homologiert, das maximale Drehmoment beträgt 123 Nm bei 8000/min.

#### Fahrwerk/Bremsen
Auch das Fahrwerk wurde überarbeitet, unter anderem kommen weichere Federn (95 statt 110 N/mm Federrate) zum Einsatz. Der Nachlauf wurde für bessere Hochgeschwindigkeitsstabilität durch einen kleineren Versatz („Offset“) der Gabelbrücken auf 97 mm erhöht, die obere Gabelbrücke ist gefräst und nicht gegossen. Zur Reduzierung der ungefederten und rotierenden Massen werden leichtere, geschmiedete Marchesini-Räder verwendet. Die Gleitrohre der Upside-down-Gabel und die Kolbenstange des hochwertiger aufgebauten Federbeins sind mit einer reibungsmindernden Titan-Aluminiumnitrid-Beschichtung versehen, die Federwege betragen vorn und hinten je 120 mm. Der Exzenter zur Höhenverstellung des Heckrahmens verfügt über einen doppelt so großen Einstellbereich wie der des Basismodells; die Bremsscheiben vorn sind mit 5,0 mm nunmehr 0,5 mm dicker und bestehen aus einer anderen Stahl-Legierung.

#### Sonstiges
Die RC8 R ist durch diverse Leichtbauteile 6 kg leichter als die Standardvariante, das Leergewicht beträgt mit vollem Tank ca. 195 kg.

## Rennsport
Mit der 1190 RC8 R startet KTM seit 2009 in der Superbike-Klasse der IDM.